# آهنگ‌هایی از یک بهار دزدیده شده
آهنگ‌هایی از یک بهار دزدیده‌شده (به انگلیسی: Songs from a Stolen Spring) آلبومی تلفیقی است که عمدتاً شامل دونوازی و ترانه‌های اعتراضی و ضدجنگ است که توسط موسیقی‌دانان غربی با همنوعان خود از کشورهایی که بهار عربی در آن اتفاق افتاد اجرا می‌شود.

## فهرست آهنگ
| شماره | نام                                                                                                | اجراکننده (گان)                   | مدت  |
| ----- | -------------------------------------------------------------------------------------------------- | --------------------------------- | ---- |
| ۱.    | «آزادی / آغازی نو» (Freedom / A New Beginning)                                                     | پسران نابینای آلاباما / اسکندریلا | ۵:۲۴ |
| ۲.    | «ناگفته / رقص در خیابان» (Not a Word was Spoken / Dancing in the Street)                           | تانیا صالح / تری ایوانز           | ۴:۵۷ |
| ۳.    | «آواز ساده آزادی / وقتی که واقعاً سرکش بودیم» (A Simple Song of Freedom / Once We were True Rebels) | ری بنسون / منیر طرودی             | ۵:۰۰ |
| ۴.    | «آن سوی این درها / برخیز، بایست» (Beyond These Doors / Get Up, Stand Up)                           | دینا الودیدی / گلن تیلبورک        | ۷:۱۵ |
| ۵.    | «ای مادر زمین / من هنوز هستم» (Ol’ Mother Earth / I Still Exist)                                   | ماریا مک‌کی / سمار اجباری          | ۵:۴۸ |
| ۶.    | «نان، آزادی / اگر در رؤیا ببینم» (Bread, Freedom / If I Can Dream)                                 | رامی عصام / مایتی سام مک‌کلین      | ۴:۴۵ |
| ۷.    | «منطقه خطر» (Danger Zone)                                                                          | سوزی تیرل                         | ۲:۲۹ |
| ۸.    | «ترست را بشکن» (Break Your Fears)                                                                  | ریم بنا                           | ۳:۱۱ |
| ۹.    | «روزی روزگاری / رودهای فراوان برای عبور» (Once Upon a Time / Many Rivers to Cross)                 | لوبنا نومن / لیزبت اسکات          | ۶:۲۸ |